# Пушкинская лавка
«Пу́шкинская ла́вка» (также Букинистический магазин № 14) — букинистический магазин, располагавшийся в Москве, в проезде Художественного Театра (ныне — Камергерский переулок), доме № 5. 

## История
Магазин был основан в 1934 году библиофилом Алексеем Григорьевичем Мироновым, в течение многих лет бывшим его бессменным руководителем. Магазин продавал книги по всем отраслям знаний. Участвовал в комплектовании редкими изданиями многих библиотек, среди которых Библиотека имени Ленина, Государственная историческая библиотека, Научная библиотека МГУ и другие. В 1979 году оборот магазина достигал 500 тысяч  рублей. В том же здании располагался филиал магазина, называвшийся «Медицинская книга». Закрыт в 2005 году.